# Syngamia thyrsonoma
Syngamia thyrsonoma là một loài bướm đêm trong họ Crambidae.